# 大村彦太郎 (6代)
6代 大村 彦太郎（おおむら ひこたろう、延享元年（1744年） - 享和2年3月8日（1802年4月10日）は、江戸時代中期の商人。京都に本店を置き、江戸日本橋通町で事業を展開した呉服問屋・白木屋の6代目当主。諱は商全。

## 来歴
伏見御香宮神社の神職・三木氏の出身で、三木阿波守善性の三男・与市として生まれる。白木屋5代・彦太郎昌全は従兄にあたるため、宝暦5年（1755年）病弱だった昌全の妹婿となり、13歳で6代彦太郎を襲名して白木屋を継いだ。宝暦10年（1760年）18歳で元服し、故昌全の妹・静を正式に娶る。
宝暦10年（1760年）には日本橋店、市谷店に続く江戸3店目となる富沢町店を開業。6代目の時代は田沼時代の好景気もありながら火災や自然災害が立て続けに起こったが、商全は4代目以降の積極投資を継続して江戸の店舗地や倉庫・土蔵を拡充、江戸期における白木屋の全盛期を現出した。明和9年（1772年）の明和の大火でも日本橋店が全焼しているが、直ちに新築している。また防災設備や病人寮の整備も行われた。安永7年（1778年）年利一割で幕府金1,000両の預り方に任じられる。天明7年（1787年）天明の打ちこわしに際しては臨時に布施米を実施。寛政元年（1789年）には幕府より2,000両の調達を命じられたことがあったが、後に撤回されている。
寛政3年（1791年）矢田部守之助を養嗣子に迎えて7代目を相続させ（彦太郎邦全）、隠居。実子に善之丞があったが、彼は祖父筋の三輪氏として別家させている。享和2年（1802年）59歳で没。墓所は両足院、法名は鶴汀道寿居士。生前は建仁寺335世・両足院住持の高峰東晙に帰依した。